# Savognin Bergbahnen
Die Savognin Bergbahnen AG ⓘ ist ein Schweizer Verkehrsdienstleistungs- und Tourismusunternehmen, dessen Aktivitäten sich auf die Region Savognin/Riom-Parsonz im Kanton Graubünden konzentrieren und die Bereiche Bergbahnbetrieb sowie Gastronomie umfassen. Das Unternehmen beschäftigt rund 30 Jahres- und 80 Saisonmitarbeitende und erwirtschaftete im Geschäftsjahr 2014/2015 einen Umsatz von 8.65 Millionen Schweizer Franken.
Die Savognin Bergbahnen AG ist an der Schweizer Börse SIX Swiss Exchange kotiert. 51 Prozent der Aktien besitzen Markus Schröcksnadel und die Brüder Anton und Peter Schmidl. Die Familien Schröcksnadel und Schmidl halten in Savognin gleich grosse Anteile.

## Tätigkeitsgebiet
Der Bergbahnbetrieb ist das Hauptgeschäft des Unternehmens und trägt mit rund 6 Millionen Franken am Umsatz bei. Der Winterbetrieb bildet mit rund 205'000 Ersteintritten das Hauptgeschäft (45'000 im Sommer). Der Rest wird durch Gastronomieangebote (2 Restaurants, 1 Schneebar) erreicht.
Das Unternehmen betreibt insgesamt 13 Anlagen: zwei Gondelbahnen, eine Sesselbahnanlage, vier Skilifte (davon zwei Doppelskilifte), eine kurze Standseilbahn, zwei Klein-Skilifte und ein Laufband.

## Geschichte
Als 1882 die Gotthardbahn in Betrieb genommen wurde, verloren viele Passstrassen, die als Nord-Süd-Verkehrsachse dienten, an Bedeutung; und viele Bergdörfer wie auch Savognin verloren somit ihre Existenzgrundlage. In Savognin wurde für den wirtschaftlichen Aufschwung und gegen die Abwanderung der Wintersport entdeckt. Treibende Kräfte damals waren der Gemeindekanzlist Leza Spinatsch und Tobias Kuoni.

### Gründung

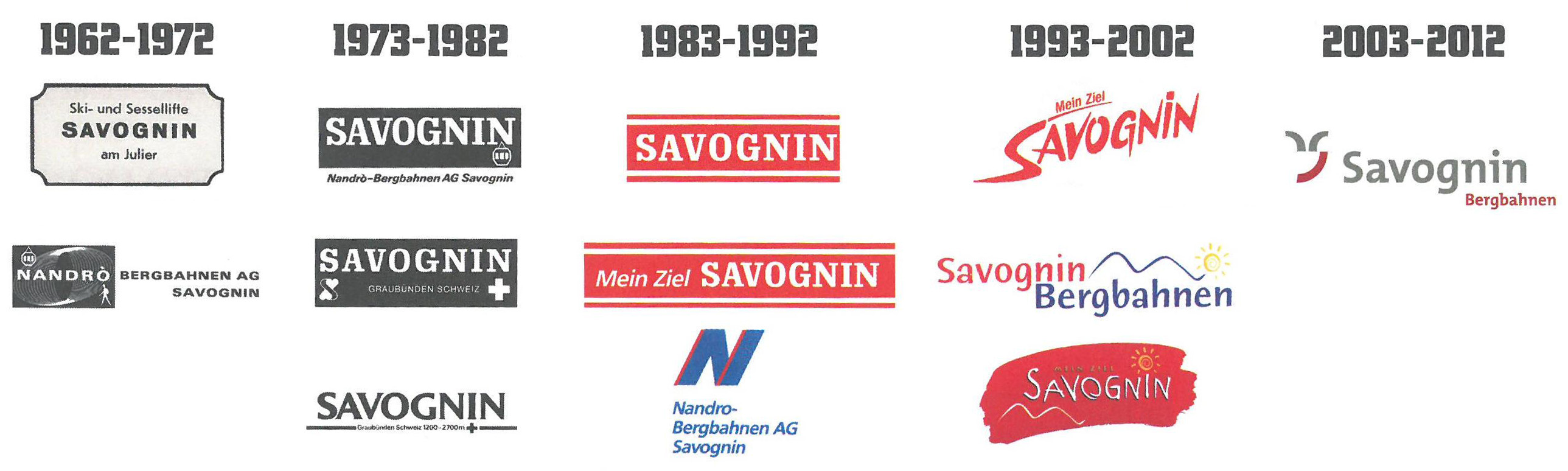
Alte Logos von Nandro und Savognin Bergbahnen

Am 25. Mai 1962 hat Tobias Kuoni die Aktiengesellschaft «Nandrò Ski- und Sessellifte Savognin-Piz Martegnas AG» gegründet. Der Name Nandrò hatte das Unternehmen von der Val Nandro, einem Seitental des Oberhalbsteins, in dem sich das Skigebiet befindet. Der Name Nandrò-Bergbahnen AG Savognin blieb bis Dezember 1998 der offizielle Name des Unternehmens. Im Sommer 1962 baute die Nandrò AG ganz ohne Hilfe von Helikoptern (die gab es damals noch nicht) drei Transportanlagen: Eine 2er-Sesselbahn von Savognin nach Tigignas, einen Skilift von Tigignas nach Somtgant und einen weiteren Skilift von Somtgant auf den Piz Martegnas. Die letzten Anlagen wurden am 20. Dezember 1962 – 2 Tage vor der Eröffnung der drei Bahnen – fertiggestellt. Eine Einzelfahrt pro Sektion kostete im Winterjahr 1963/64 1.50 Franken, eine Tageskarte 10 Franken. In der Wintersaison wurden ca. 196'000 Personen befördert.

### Frühe Pionierleistungen

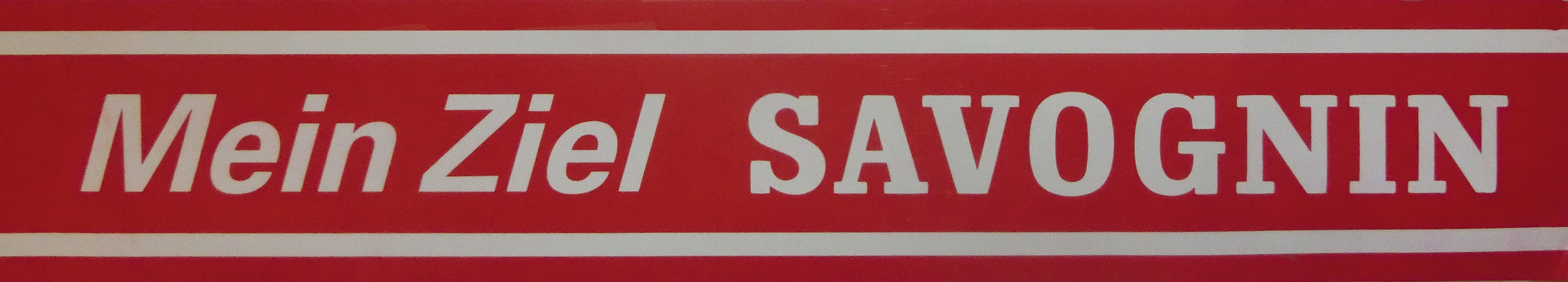
Autoaufkleber «Mein Ziel Savognin»

In den folgenden Jahren erbrachte das Unternehmen eine Vielzahl weiterer Pionierleistungen. Unter anderem richtete es 1965 den ersten automatischen Schnee- und Pistenbericht ein, baute 1969 die längste Gondelbahn der Welt und führte als erster Ferienort der Schweiz einen Autokleber mit der Aufschrift «Mein Ziel Savognin» ein. 1973 schrieb die Musikgruppe Peter, Sue & Marc sogar ein Lied mit dem Text «Mein Ziel ist Savognin». 1978 baute das Unternehmen die erste Gross-Schneeanlage Europas (siehe unten), die dem Skigebiet Schneesicherheit brachte. Als Skigebiet mit der einzigen Schneeanlage weit und breit wurde Savognin zu einem attraktiven Trainingsort für Profiskifahrer, und zwischen 1983 und 1995 zum Austragungsort von sieben FIS-Doppelveranstaltungen. 1985 fand dank der Schneeanlage sogar der Slalom-Weltcup der Damen in Savognin statt. In Leysin im Kanton Waadt, wo der Weltcup eigentlich stattfinden sollte, lag weder Schnee, noch verfügte das Skigebiet über Beschneiungsmöglichkeiten.

### See/Parkplatz

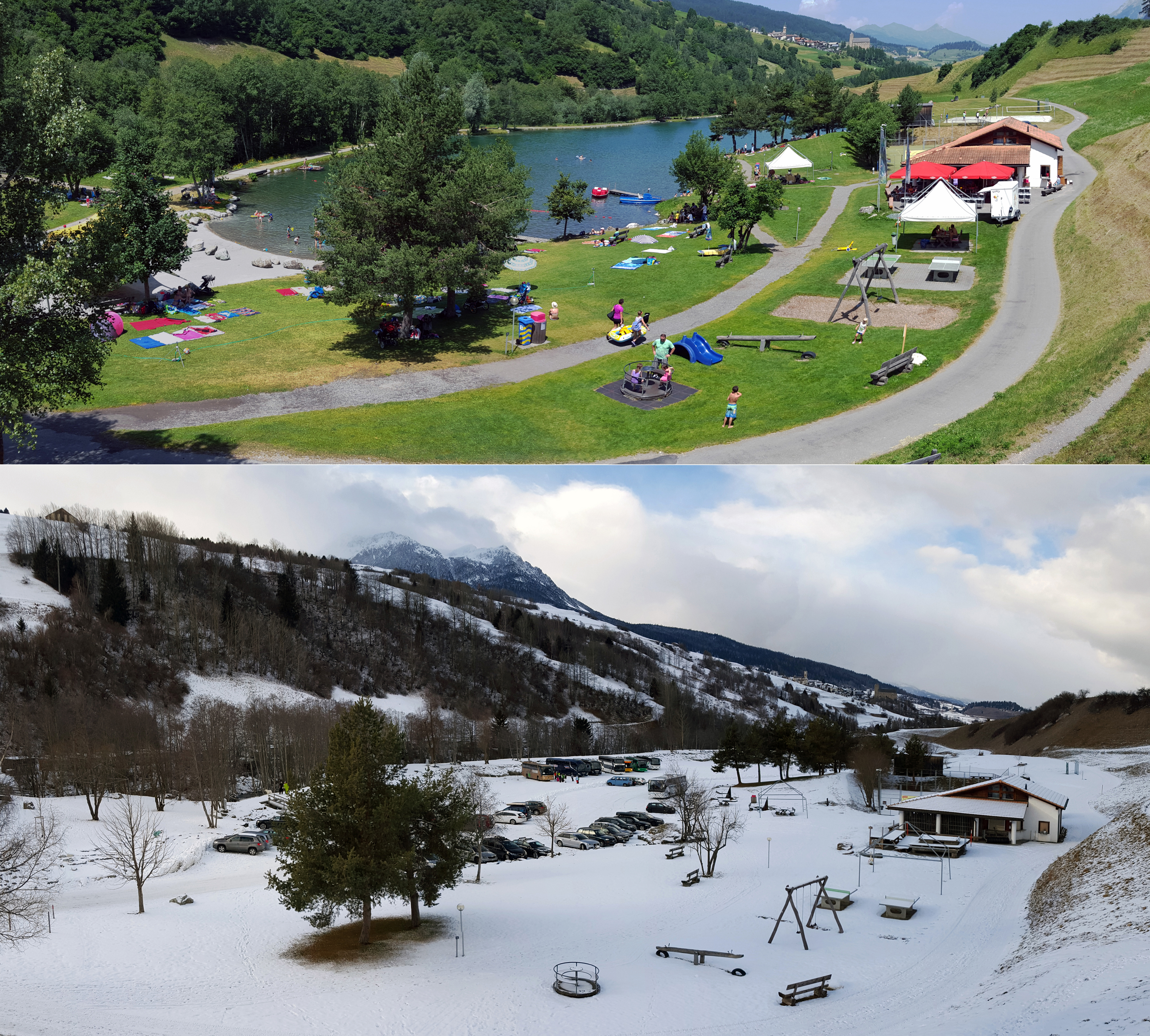
Doppelnutzungsanlage See im Sommer (oben) und Parkplatz im Winter (unten)

Im Sommer 1986 bauten die Savognin Bergbahnen zusammen mit der Gemeinde Savognin für 2,5 Mio. Franken die Doppelnutzungsanlage See/Parkplatz. Eine Fläche von 1.4 ha wurde asphaltiert und dient seitdem im Winter als Parkplatz für die Wintersportler. Im Frühling wird der Winterparkplatz über eine unterirdische Wasserleitung aus einer Quelle geflutet, und ein 40 – 60 m breiter und 250 m langer Badesee mit einer maximalen Tiefe von 2,80 m entsteht. Der See wird Lai Barnagn ⓘ genannt. Das Wasser wird via Überlauf in die Julia geleitet. Durch den dunklen Asphaltboden erwärmt sich der See im Sommer schnell auf eine angenehme Badetemperatur. Um den See herum befinden sich zusätzlich zahlreiche Freizeitmöglichkeiten (Beachvolleyball, Minigolfanlage, Kinderspielplatz).

### Verkauf an Österreicher
2010 haben Markus Schröcksnadel – Sohn des österreichischen Skiverbandspräsidenten Peter Schröcksnadel – und die Brüder Anton und Peter Schmidl 51 Prozent der Aktien gekauft. Die Familien Schröcksnadel und Schmidl halten in Savognin gleich grosse Anteile. Neben Leo Jeker verkauften auch die Hauptteilhaber Astrid Kuoni und Jörg Pool den Grossteil ihrer Aktien. Unverändert blieb das namhafte Aktienpaket der Gemeinde Savognin. Die neuen Herren sind in der österreichischen Bergbahn-Branche bekannte Grössen und arbeiten seit Längerem zusammen. Im Jahr 2000 übernahmen die Familien das Skigebiet Großglockner Heiligenblut und positionierten es neu. Daneben beteiligen sie sich an einer Reihe von weiteren österreichischen Bergbahnen. Daher sind die Saisonkarten der Savognin Bergbahnen auch in den acht Ski-Destinationen Kössen/Hochkössen, Hinterstoder, Wurzeralm, Hochficht, Kasberg/Grünau, Ötscher, Grossglockner/Heiligenblut und Hochkar in Österreich gültig. Das erklärte Ziel der neuen Besitzer ist es, in neue Anlagen zu investieren, und Savognin in der Topliga der Familienskigebiete zu halten. Zu diesem Zweck wurde auch eingeführt, dass Kinder bis 10 Jahren in Begleitung eines zahlenden Elternteils die Bergbahnen gratis benützen dürfen. Die neuen Besitzer erklärten, sie hätten die gleichen Vorstellungen über die Entwicklung des Unternehmens und über die Führungsphilosophie wie die vorherigen Hauptaktionäre.

### Preise und Auszeichnungen

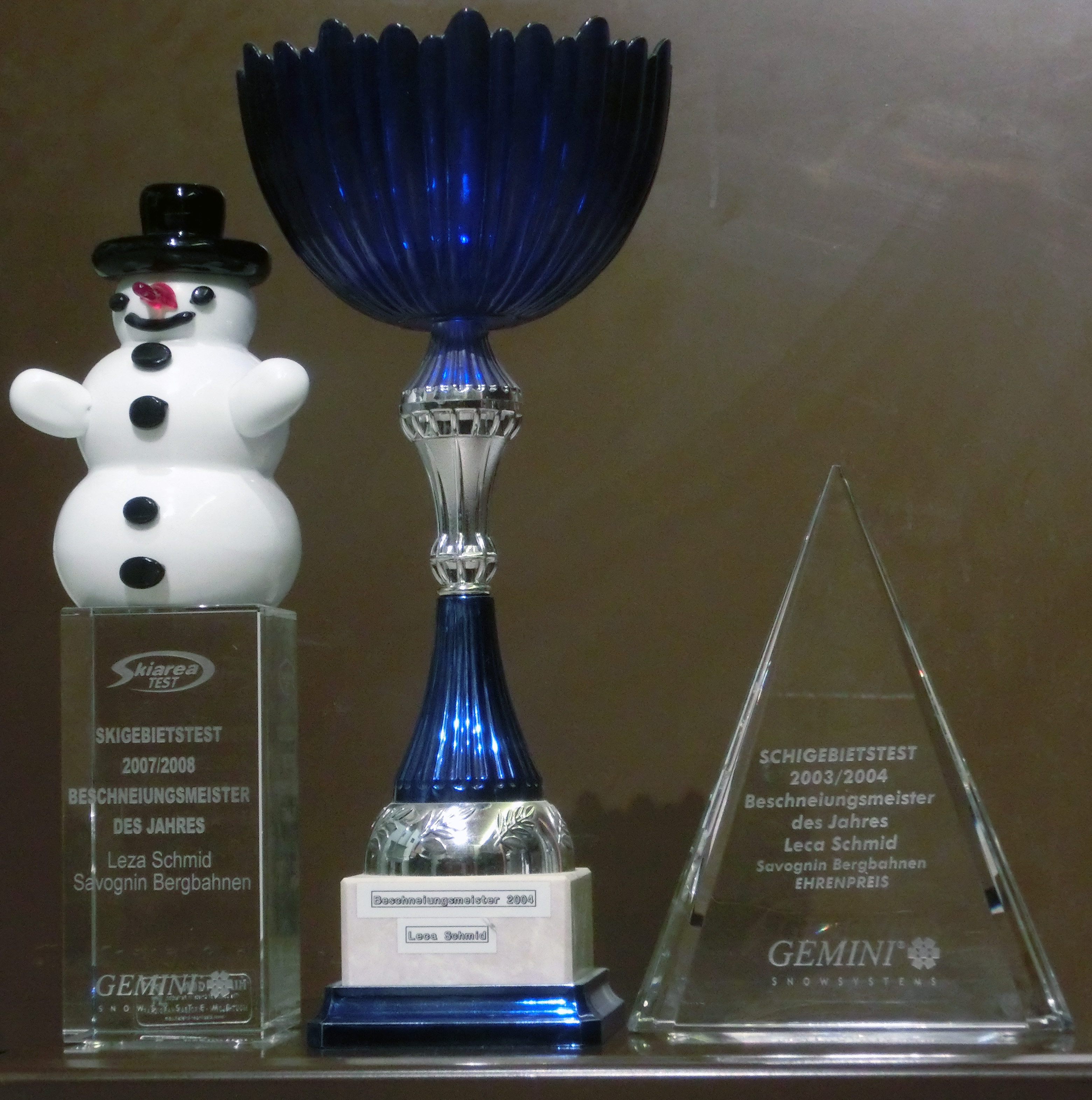
Pokale vom Skiareatest für den Beschneiungsmeister des Jahres.

Seit dem Jahr 2001 trägt das Unternehmen das Qualitäts-Gütesiegel QI vom Schweizer Tourismus-Verband der Stufe 2. Ausserdem hat das Unternehmen in den letzten Jahren eine Vielzahl von Auszeichnungen erhalten. Für die Wintersaison 2003/04 hat das Skigebiet vom internationalen Skiarea-Test die Preise für das freundlichste Bahn- und Bergrestaurantpersonal, für die beste Betriebsleitung (Teias Wasescha), für den kompetentesten Schneemeister (Leza Schmid), für die beste Beschneiungsanlage, für die beste Pistenpflege sowie für den Seilbahner des Jahres (Leo Jeker) gewonnen. Vom selben Test wurden an Savognin in der Saison 2007/08 die Preise für den besten Schneemacher und für die beste Beschneiungsanlage sowie der Pistengütesiegel und in der Saison 2010/11 die Preise für das freundlichste Kassenteam, der 3. Platz als Familienskigebiet und wiederholt der Pistengütesiegel vergeben. Seit 2008 hat das Skigebiet bei mehreren Tests die höchsten Auszeichnungen für Familienfreundlichkeit erhalten, unter anderem bei snowfriends.ch (2008/09), skigebiete-test.de (2009/10) und alpensicht.com (2011/12, 2012/13 und 2013/14). Am 14. November 2006 erhielt Leo Jeker, der langjährige Direktor der Savognin Bergbahnen, den «Milestone 2006» für sein Lebenswerk. Der Milestone wird jährlich von der Fachzeitung hotel+tourismus revue, dem Staatssekretariat für Wirtschaft (seco) und dem Schweizer Tourismus-Verband (STV) verliehen.

## Schneeanlage
In den 1950er-Jahren hat der Ingenieur Joe Tropeano aus den USA zufällig die erste Schneekanone entwickelt, als er Rasensprenger durch den Einsatz von Druckluft verbessern wollte und dabei ungewollt Schnee produziert hat. Damit ging Joe Tropeano als Entdecker des industriell hergestellten Schnees in die Geschichte ein. In Europa begannen sich Anfang der 1950er-Jahre schneeärmere Winter abzuzeichnen. In Savognin musste vor allem nach längeren Föhnperioden die Talabfahrt geschlossen werden. Das Gebiet um Savognin leidet natürlicherweise an Schneearmut. Die Verantwortlichen der Savognin Bergbahnen haben sich 1976 über bestehende Beschneiungsmöglichkeiten umgesehen, jedoch keine zufriedenstellende Lösung gefunden. Sie beschlossen deshalb, selbst ein Gesamtkonzept für den Bau einer Schneeanlage zu entwerfen. Es entstand die erste Gross-Schneeanlage Europas.

### Die erste Gross-Schneeanlage Europas

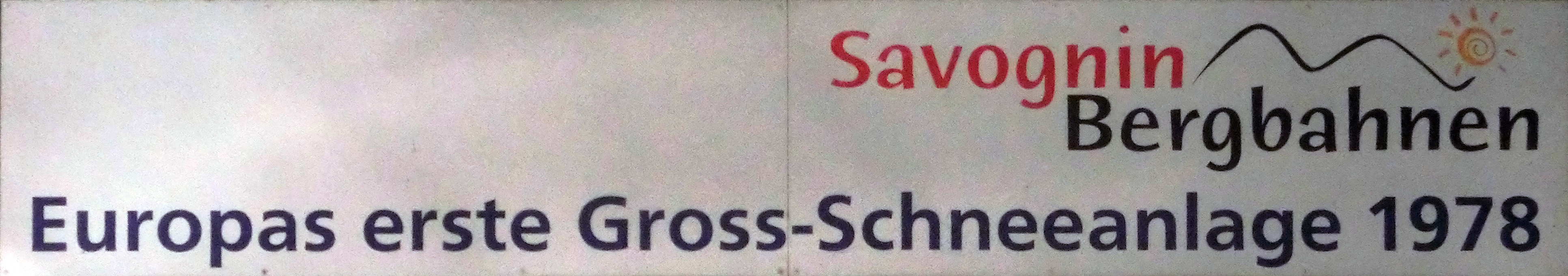
Schild über dem Eingang zur Pumpstation Savognin

Die Projektierung fand im Winter 1977/78 statt. Am 12. Juli 1978 war Baubeginn. Die Schneeanlage entstand im Sommer 1978 mit Unterstützung des Erfinders Joe Tropeano aus den USA, von Sture Hennigson aus Schweden und des Churer Hydraulikingenieurs Reidar Hegland. Es wurde ein Graben von Savognin (1167 m) über Tigignas (1589 m) bis nach Fugna (1813 m) gebaut und zwei Leitungen gezogen, eine für das Wasser und eine für die Druckluft. In Savognin wurde eine Pumpstation mit 3 Pumpen und 5 Kompressoren gebaut. Die Pumpen mussten auch für die oberste Schneekanone im System einen Wasserdruck von 12 bar und einen Luftdruck von 7,5 bis 8 bar sicherstellen. In Tigignas entstand ebenfalls eine Pumpstation mit zwei Pumpen. Die Kanonen sind über Schweden aus den USA gekommen. Das Wasser wurde von der Julia abgezogen. Bereits am 23. November 1978 schneite Savognin erstmals für seine Gäste, und der Slogan «Savognin schneit für Sie» wurde im Umlauf gebracht. Olympiasieger Heini Hemmi und Landammann Tona Collet haben die Schneeanlage am 8. Dezember 1978 getauft. Der Bau der Schneeanlage bestehend aus 10 Hochdruck-Kanonen vom Typ Larchmont verteilt auf einer 3,5 Kilometer langen Piste hat 3,4 Mio. Franken gekostet. Treibende Kräfte von Anfang an waren Dr. Tobias Kuoni (Verwaltungsratspräsident), Leo Jeker (Direktor), Teias Wasescha (Betriebsleiter) und Leza Schmid (Chef-Schneemacher). Alle blieben ihren Ämtern über 30 Jahre lang treu.

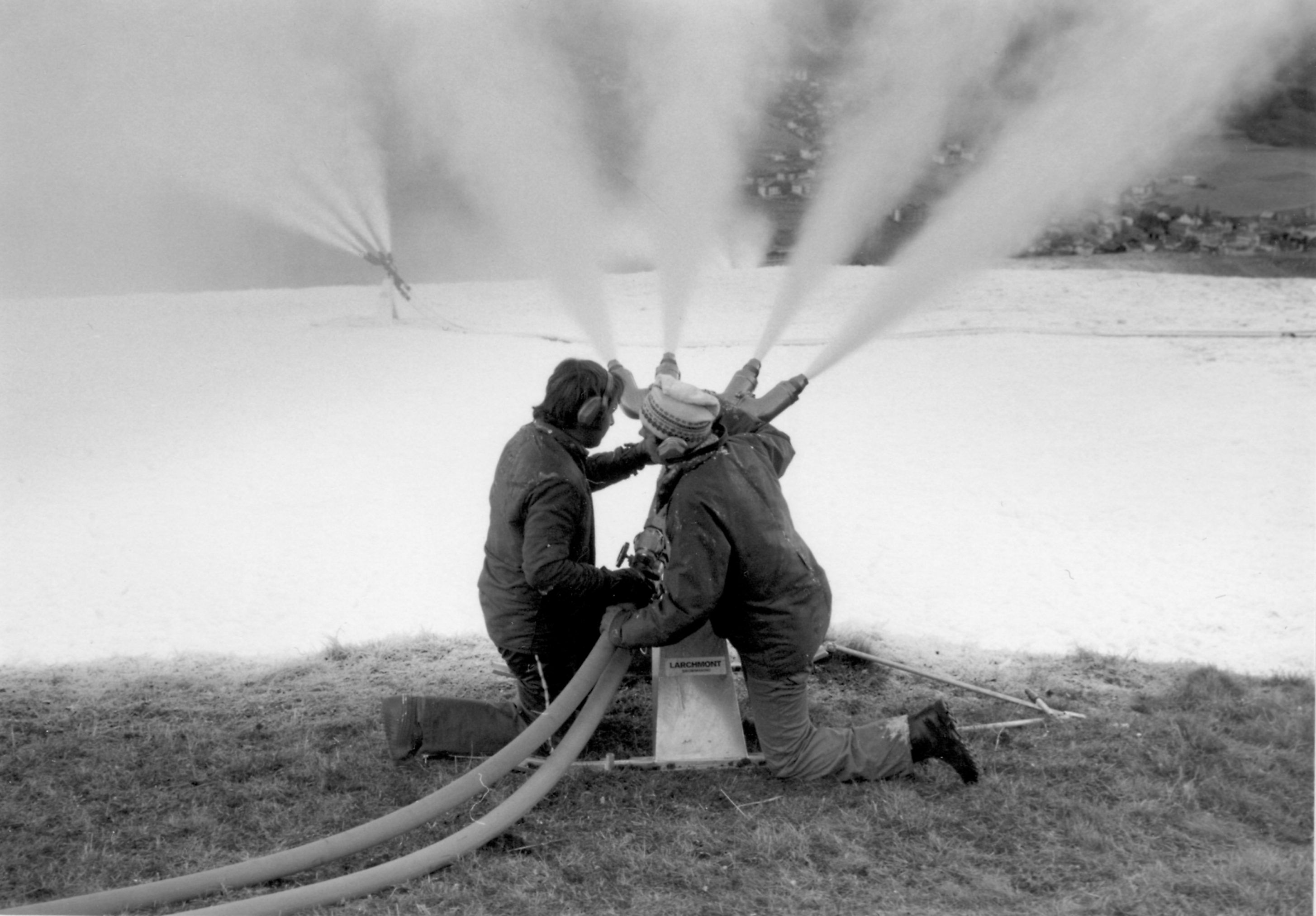
Instruktionen an einer Schneekanone vom Typ Larchmont am ersten Tag (23. November 1978).
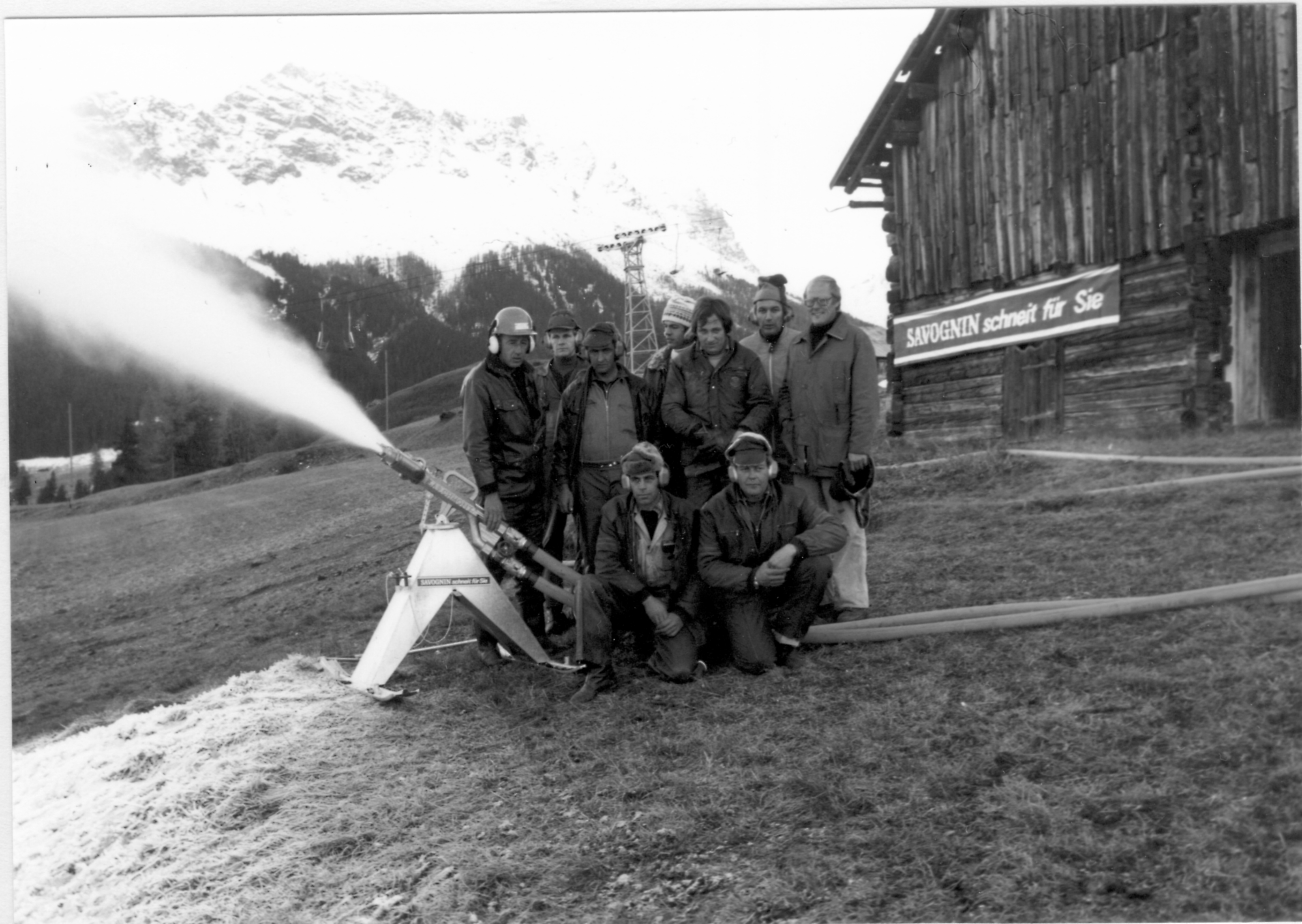
Die Schneemacher der ersten Stunde posieren vor einer Schneekanone des Typs Larchmont.
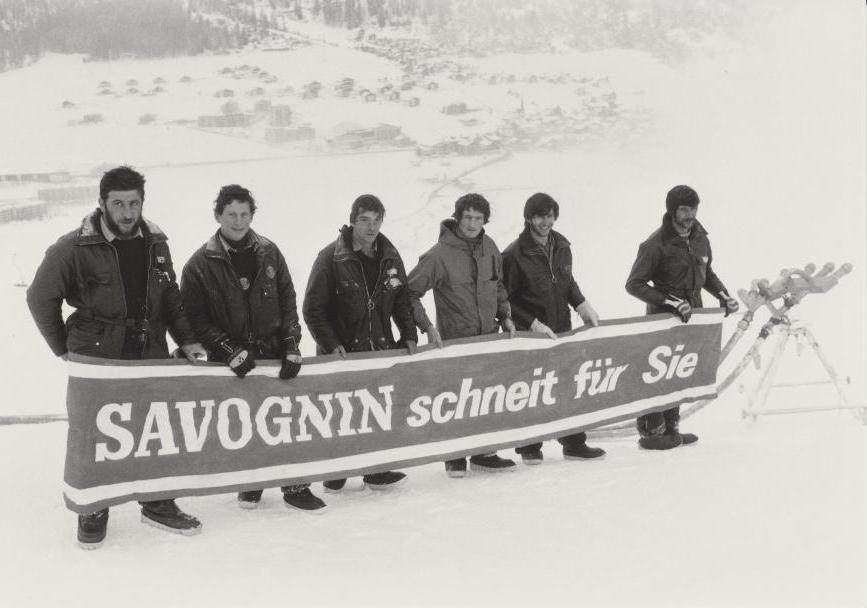
Die Schneemacher der ersten Stunde mit dem Slogan «Savognin schneit für Sie» vor einer Schneekanone des Typs Jumbo.
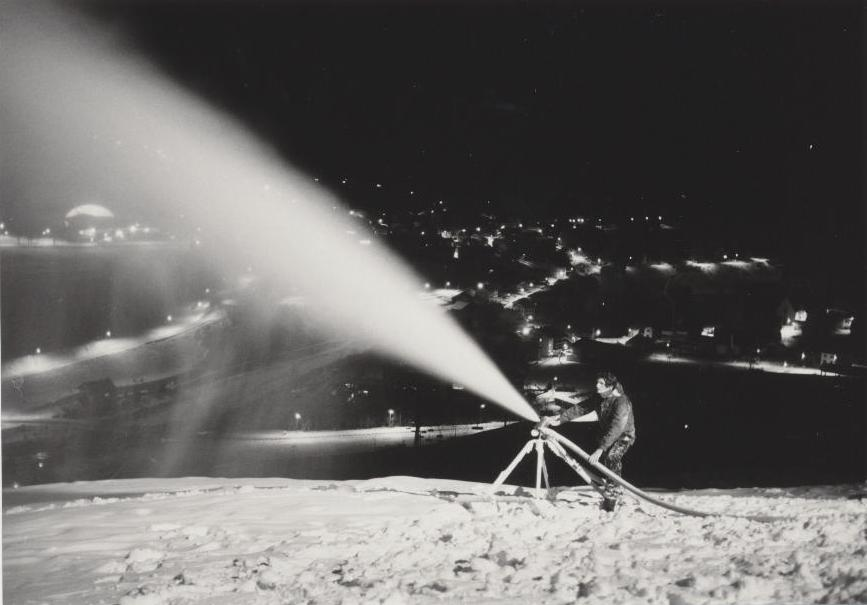
Der Chef-Schneemacher Leza Schmid bedient eine Schneekanone des Typs Visper.

### Medien

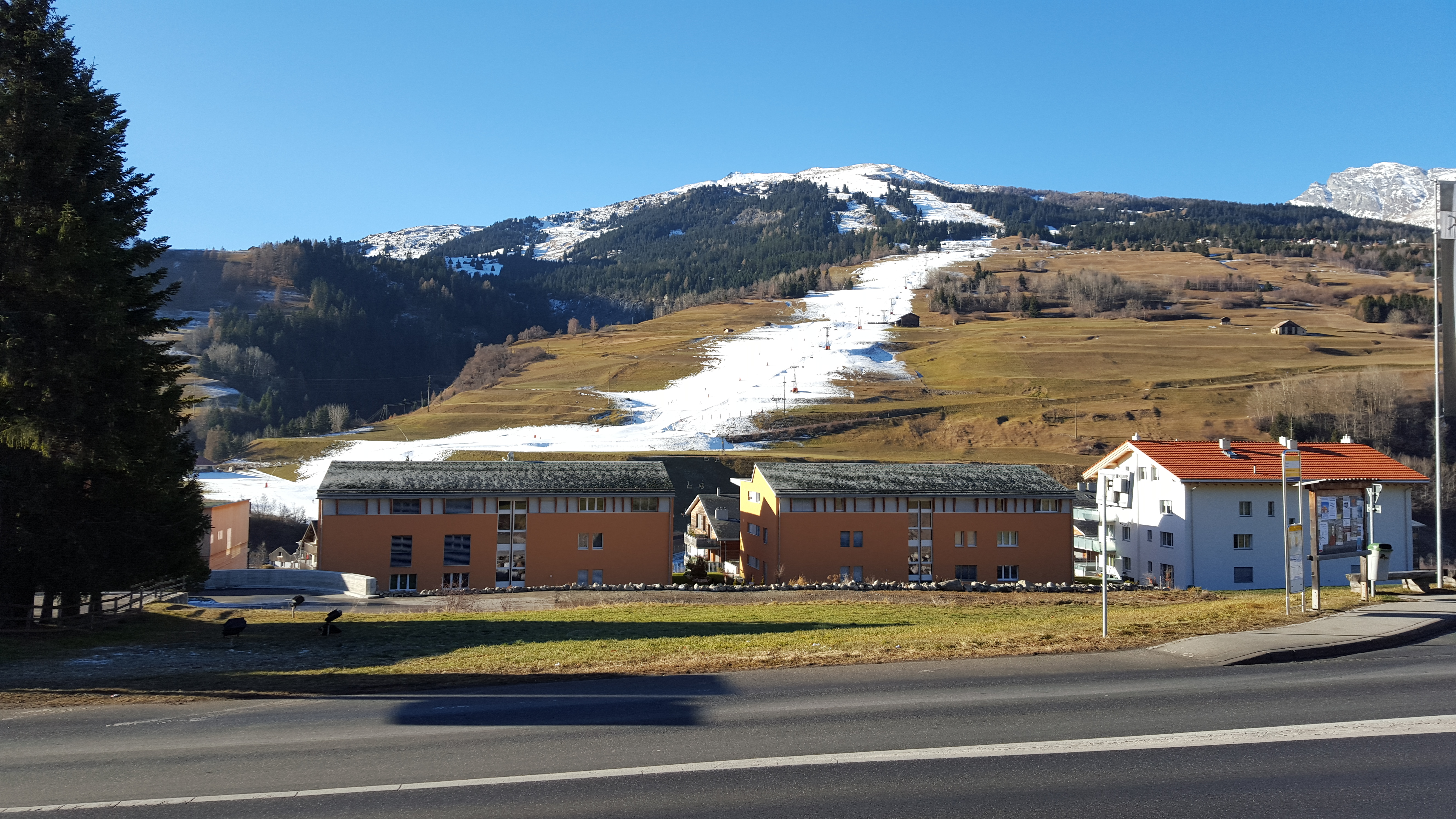
Streifen aus Kunstschnee auf der Talpiste in Savognin.

Von der Innovationskraft der grössten Schneeanlage Europas zeugten auch die Reaktionen. Savognin wurde am Anfang von den Schweizer Skilift-Inhabern belächelt, bald jedoch weckten die Schneekanonen national und international Interesse, und die Delegationen aus allen Skigebieten reisten nach Savognin um sich über die künstliche Beschneiung zu informieren. Savognin wurde oft positiv oder negativ in den Medien erwähnt, wenn es um Beschneiungsanlagen ging. Bilder vom weissen Schneeband auf dem letzten grünen Teilstück zur Talstation in Savognin erlangten schweizweit und darüber hinaus Bekanntheit. Kritikpunkte waren die Lärmbelästigung der Schneekanonen in der Nacht, der hohe Wasserverbrauch der Schneekanonen oder dass der Schnee länger liegen blieb und so Ernteausfälle zu beklagen waren. Andere behaupteten, dass mit der gezielten Beschneiung von früh ausgeaperten Pistenbereichen der Boden vor Verletzungen durch Skis geschützt und die Pistenschäden auf Null gesenkt werden konnten. Im Sommer und Herbst 1990 tobte in Graubünden ein politischer Kampf um Schneeanlagen. Es wurde über eine kantonale Volksinitiative für ein Verbot der Beschneiung abgestimmt. Leo Jeker, Direktor der Savognin Bergbahnen leitete das Kampf-Komitee gegen diese Initiative als Präsident der Interessengemeinschaft Tourismus Graubünden. Am 2. Dezember 1990 entschied sich das Bündner Volk mit 56 % zu 44 % gegen die Initiative. 1998 wurde sogar die Klausel aufgehoben, nach der höchstens 5 % der Pisten beschneit werden darf.

### Ausbau

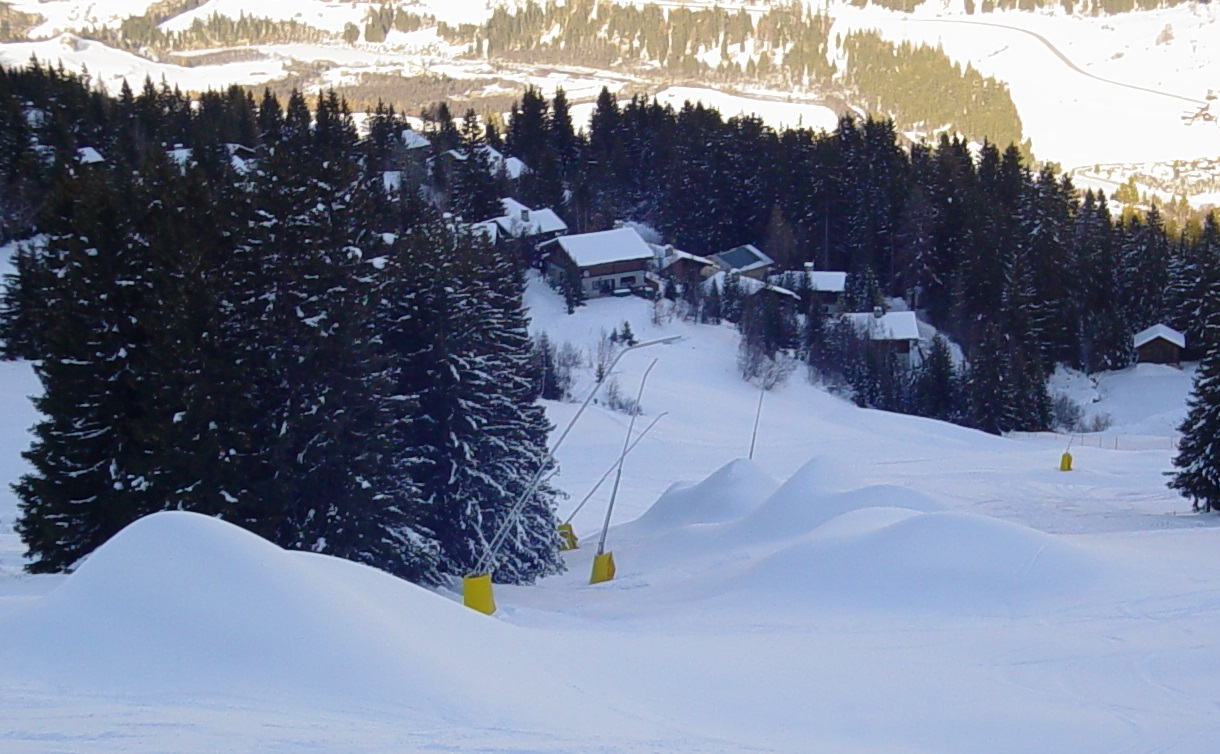
Schneelanzen und die Kunstschneehaufen oberhalb von Tigignas

In den Sommern 1994 und 1995 haben die Savognin Bergbahnen für 3,2 Mio. Franken die Schneeanlage total umgebaut. Es wurden stärkere Pumpen in der Pumpstation Savognin eingebaut, die Strecke Savognin – Tigignas wurde ganz erneuert und für den halbautomatischen Betrieb mit fest fixierten Schneelanzen (HKD-Anlage) optimiert. Die Schneelanzen verbrauchten wesentlich weniger Druckluft und somit Energie und mussten nicht mehr von Hand bewegt werden. Sie ersetzten die bisherig eingesetzten Larchmont- und Visper-Kanonen. Der Energieverbrauch konnte um 40 % gesenkt werden. Im Sommer 1997 wurde die Schneeanlage von Fugna (1813 m) nach Somtgant (2117 m) und von Tigignas (1589 m) nach Monas (1713 m) erweitert. In Fugna wurde eine kleine, halbautomatische Pumpstation mit einer Pumpe gebaut. Im Sommer 2003 wurde die Strecke Tigignas – Fugna saniert und für den halbautomatischen Betrieb aufgerüstet. Im Sommer 2005 wurde die Schneeanlage bis zum Piz Martegnas (2670 m) erweitert (vollautomatischer Betrieb). Dazu war der Bau einer vollautomatischen Pumpstation mit zwei Pumpen in Somtgant notwendig. Unter der Talstation der 6er-Sesselbahn wurde ein 3000 Kubikmeter grosses Reservoir errichtet. Die Erweiterungen haben 5,3 Mio. Franken gekostet. Im Sommer 2009 wurde für 1,2 Mio. Franken die vollautomatische Schneeanlage zwischen Monas und Somtgant gebaut. Das Wasser wurde von der Pumpstation Somtgant geliefert. Um den Druck von 12 bar bereits bei der obersten Kanone gewährleisten zu können, wurde bereits 2005 in der Pumpstation eine dritte, kleinere Pumpe installiert. Die Pumpstation Savognin wurde im Sommer 2014 wiederholt für 700'000 Franken komplett erneuert, die Pumpen wurden verstärkt und die Pumpstation für den vollautomatischen Betrieb aufgerüstet. Im Sommer 2015 wurden schliesslich nochmals 350'000 Franken in die Erneuerung der Beschneiungsanlage investiert, was die Beschneiung bei Grenztemperaturen (früher −5 °C bis −7 °C, neu −2,5 °C) ermöglichte. Seit 1978 investierte das Bergbahnunternehmen aus Eigenmitteln mehr als 13 Mio. Franken in Bau, Ausbau, Optimierung und Erneuerung der Schneeanlage. Die Betriebskosten pro Winter ohne Zins und Amortisation betragen 150'000 bis 180'000 Franken. Die Baukosten, Betriebskosten, Zinsen und Amortisationen trägt allein die Savognin Bergbahnen. Durch die Modernisierung und Automatisierung konnte trotz Ausbau der Anlage die Anzahl der Schneemacher reduziert werden. Während es anfangs für den 24h-Betrieb noch 12 Leute brauchte, braucht es heute nur noch 3.

## Bahnanlagen

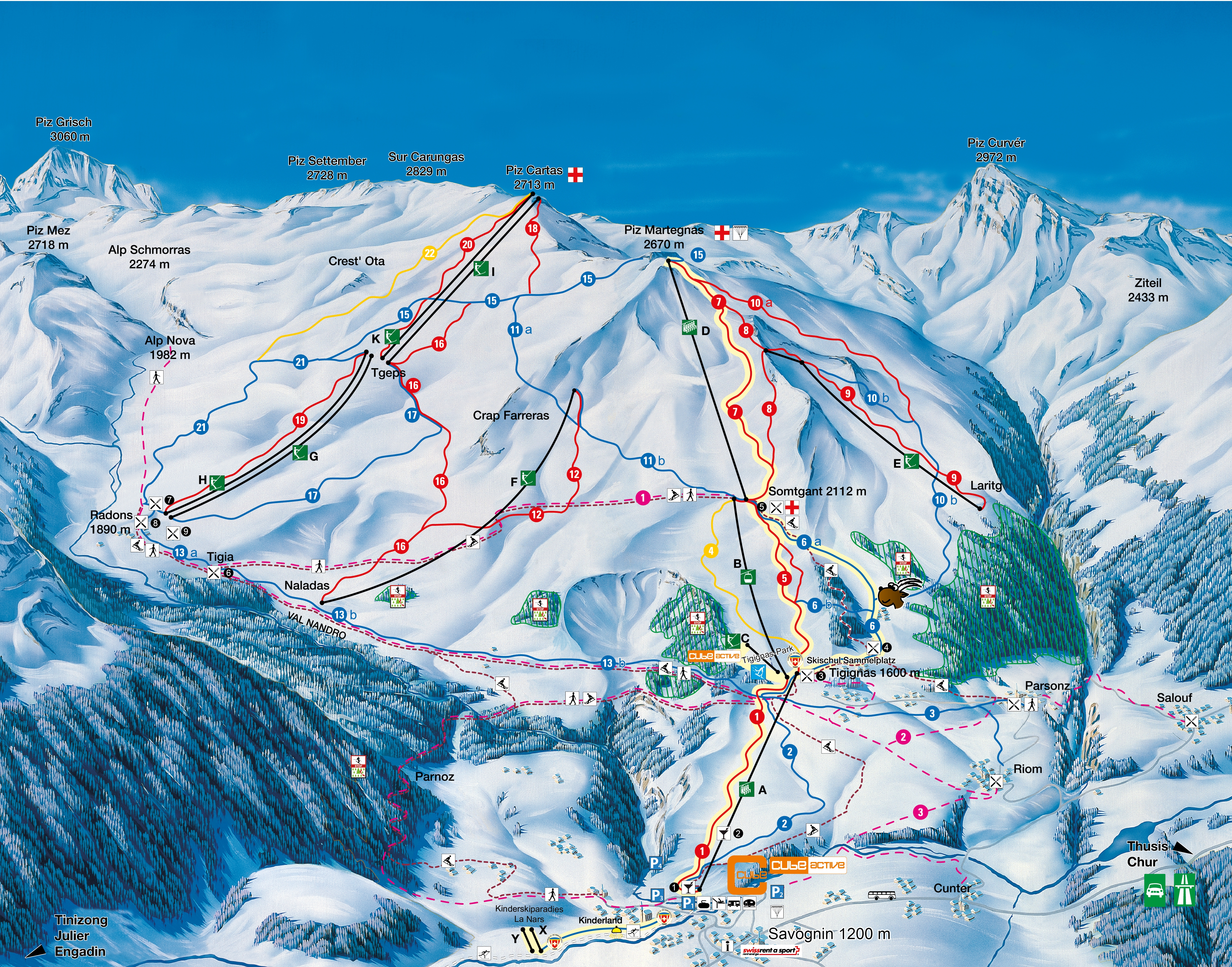
Pistenplan vom Skigebiet Savognin

Folgende Bahnanlagen sind oder waren im Skigebiet Savognin zu finden:

### Bestehende Bahnanlagen
| Talstation                | Bergstation                | Anlagenname   | Strecke                                | Typ           | Baujahr und Erneuerung | Höhendifferenz       | Länge       | Kapazität pro Fahrzeug | Hersteller          |
| ------------------------- | -------------------------- | ------------- | -------------------------------------- | ------------- | ---------------------- | -------------------- | ----------- | ---------------------- | ------------------- |
| Talstation Naladas        | Bergstation Naladas        | Naladas       | Naladas – Crap Farreras                | Skilift       | 1966 (1999)            | 464–527 m            | 1540–1729 m | 2                      | Städeli / Garaventa |
| Talstation Radons I       | Bergstation Radons I       | Radons I      | Radons – Tgeps                         | Skilift       | 1969                   | 379 m                | 1504 m      | 2                      | Städeli             |
| Talstation Piz Cartas I   | Bergstation Piz Cartas I   | Piz Cartas I  | Tgeps – Piz Cartas                     | Skilift       | 1969                   | 468 m                | 1703 m      | 2                      | Städeli             |
| Talstation Laritg         | Bergstation Laritg         | Laritg        | Mot Laritg – (Martegnas) Colms         | Skilift       | 1975 (1998)            | 385 m (früher 476 m) | 1540 m      | 2                      | Garaventa           |
| Talstation Radons II      | Bergstation Radons II      | Radons II     | Radons – Tgeps                         | Skilift       | 1975                   | 361 m                | 1405 m      | 2                      | Garaventa           |
| Talstation Piz Cartas II  | Bergstation Piz Cartas II  | Piz Cartas II | Tgeps – Piz Cartas                     | Skilift       | 1975                   | 468 m                | 1703 m      | 2                      | Garaventa           |
| Talstation 4er Savognin   | Bergstation 4er Savognin   | 4er Savognin  | Savognin – Tigignas                    | Sesselbahn    | 1987                   | 441 m                | 1744 m      | 4                      | Garaventa           |
| Talstation 6er Martegnas  | Bergstation 6er Martegnas  | 6er Martegnas | Somtgant – Piz Martegnas               | Sesselbahn    | 1998                   | 556 m                | 2169 m      | 6                      | Garaventa           |
| Schräglift mit Talstation | Schräglift mit Bergstation | Schräglift    | Tigignas (Restaurant – 4er Sesselbahn) | Standseilbahn | 2001                   | 10 m                 | 82 m        | 12                     | Niederberger        |
| Talstation Panoramabahn   | Bergstation Panoramabahn   | Panoramabahn  | Tigignas – Somtgant                    | Gondelbahn    | 2012                   | 511 m                | 1638 m      | 10                     | Leitner             |

1. ↑  Wurde 1999 um 189 m verlängert um die abgebaute Sesselbahn Stanegn zu ersetzen. Zusätzlich wurde eine leichte Kurve eingebaut.
2. ↑  Früher ging der Lift bis zum Piz Martegnas. 1998, beim Abbau des Skilifts Colms wurde eine scharfe Zwirbelkurve gebaut und die Bergstation wurde auf den Grat oberhalb von Colms versetzt.
3. ↑  Als Doppelskilift parallel zu Radons I.
4. ↑  Als Doppelskilift parallel zu Piz Cartas I.

### Bereits wieder zurückgebaute Bahnanlagen
| Bild                                            | Anlagenname           | Strecke                       | Typ        | Baujahr und Erneuerung | Rückbau | Höhendifferenz | Länge          | Kapazität pro Fahrzeug | Hersteller |
| ----------------------------------------------- | --------------------- | ----------------------------- | ---------- | ---------------------- | ------- | -------------- | -------------- | ---------------------- | ---------- |
| 2er Sesselbahn Savognin                         | 2er Savognin          | Savognin – Tigignas           | Sesselbahn | 1962                   | 1987    | 422 m          | 1668 m         | 2                      | Städeli    |
| Skilift Fugna (rechts)                          | Fugna                 | Tigignas – (Fugna) – Somtgant | Skilift    | 1962 (1988)            | 2012    | 411–527 m      | 1362–1766 m    | 2                      | Städeli    |
| Skilift Martegnas rechts                        | Martegnas             | Somtgant – Piz Martegnas      | Skilift    | 1962                   | 1998    | 555 m          | 2147 m         | 2                      | Städeli    |
| Bild gesucht BW                                 | Stanegn               | Stanegn – Colms da Parsonz    | Skilift    | 1966                   | 1982    | 270 m          | 910 m          | 2                      | Städeli    |
| Gondelbahn 1. Sektion                           | Gondelbahn 1. Sektion | Savognin – Malmigiucr         | Gondelbahn | 1969                   | 2000    | 511 m          | 2554 m         | 4                      | Müller     |
| Ehemalige Bergstation der Gondelbahn 2. Sektion | Gondelbahn 2. Sektion | Malmigiucr – Radons           | Gondelbahn | 1970                   | 2000    | 189 m          | 2737 m         | 4                      | Müller     |
| Skilift Colms (links)                           | Colms                 | Somtgant – Colms              | Skilift    | 1978                   | 1998    | 303 m + 42 m   | 1160 m + 165 m | 2                      | Garaventa  |
| Bild gesucht BW                                 | 2er Stanegn           | Stanegn – Colms da Parsonz    | Sesselbahn | 1982                   | 1998    | 431 m          | 1453 m         | 2                      | Garaventa  |
| 3er Sesselbahn Somtgant                         | 3er Somtgant          | Tigignas – Somtgant           | Sesselbahn | 1984                   | 2012    | 524 m          | 1747 m         | 3                      | Garaventa  |

1. ↑  Wurde 1962 bis Somtgant gebaut, im Jahre 1988 um 404 m verkürzt und im Jahr 1998 wieder bis Somtgant verlängert.
2. ↑  Tal-Berg-Tal-Lift.

## Bergrestaurants
Folgende Bergrestaurants und Bars sind im Skigebiet Savognin zu finden:
| Bild                      | Name                      | Typ                                               | Besonderheiten                                             |
| ------------------------- | ------------------------- | ------------------------------------------------- | ---------------------------------------------------------- |
| Bergrestaurant Tigignas   | Bergrestaurant Tigignas   | Selbstbedienungsrestaurant / Bedientes Restaurant | Picknickraum, Kindermenüs, Kindertoiletten und Wickeltisch |
| Bergrestaurant Somtgant   | Bergrestaurant Somtgant   | Bedientes Restaurant                              |                                                            |
| Roggi's Baizli            | Roggi's Baizli            | Bedientes Restaurant                              | Partyzelt                                                  |
| Bergrestaurant Steil'Alva | Bergrestaurant Steil'Alva | Selbstbedienungsrestaurant / Bedienes Restaurant  | Kindermenüs, Apéro in der Hütte La Bargia                  |
| Berghaus Radons           | Berghaus Radons           | Bedientes Restaurant                              | Einheimische Küche                                         |
| Mungga-Stuba              | Mungga-Stuba              | Selbstbedienungsrestaurant                        |                                                            |
| Bergrestaurant Tigia      | Bergrestaurant Tigia      | Bedientes Restaurant                              | Traditionsrestaurant                                       |
| James Beach Bar           | James Beach Bar           | Bar                                               |                                                            |
|                           | Quadrin                   | Bar                                               |                                                            |